# Tomáš Holub (biskup)
Tomáš Holub (* 16. srpna 1967 Jaroměř) je český katolický kněz a od dubna 2016 druhý biskup plzeňský.
Na kněze byl vysvěcen v roce 1993. Prvním hlavním kaplanem Armády České republiky se stal roku 1998 a byl jím po osm let. Mezi lety 2011–2016 působil na pozici generálního sekretáře České biskupské konference a také v úřadu kapitulního děkana Královské kolegiátní kapituly sv. Petra a Pavla na Vyšehradě, čímž mu jako kapitulní dignitě náležel titul prelát.

## Životopis

### Studium
Tomáš Holub se narodil v Jaroměři a vyrůstal v prostředí farnosti v Červeném Kostelci. V letech 1985–1989 absolvoval základní kurz teologie na Cyrilometodějské bohoslovecké fakultě v Litoměřicích, který si doplnil ročním studiem na Katolické teologické fakultě v Salcburku (1990–1991). Následně absolvoval magisterské studium teologie na Katolické teologické fakultě Univerzity Karlovy v roce 1993.
Postgraduální studium v oboru morální teologie absolvoval na Papežské lateránské univerzitě v Římě (2007–2008) a v Institut für Theologie und Frieden v Hamburku (studijní pobyty 2005–2008). Doktorát z morální teologie obdržel složením disertační práce na téma Etické aspekty boje proti terorismu ve světle učení o tzv. spravedlivé válce, kterou obhájil na KTF UK v roce 2008 (knižně: Boj proti terorismu ve světle nauky o takzvané spravedlivé válce: návrh kriteriologie).
| „ | Od okamžiku, kdy jsem Hospodinu řekl, že s ním chci víc kamarádit, nic z toho, co se mi děje, jsem sám neplánoval. | “ |

### Duchovní služba
Kněžské svěcení přijal 28. srpna 1993 v Hradci Králové a do královéhradecké diecéze náležel až do svého jmenování biskupem plzeňským. Během kaplanské služby ve farnosti Kutná Hora působil i jako spirituál na kutnohorském Církevním gymnáziu sv. Voršily (do 1996). V letech 1996 až 1997 byl vůbec prvním vojenským kaplanem Armády České republiky a podílel se na mezinárodních mírových misích IFOR/SFOR v bývalé Jugoslávii. Po vzniku duchovní služby Armády ČR byl jmenován prvním hlavním kaplanem Armády ČR (1998–2006), posléze se také stal prvním vikářem Vojenského vikariátu České republiky (2000–2007). V armádě mu byla propůjčena hodnost plukovníka. Roku 2006 se ujal funkce poradce ministra obrany pro duchovní službu.
Po ukončení duchovní služby pro armádu byl nejprve jmenován moderátorem kurie (2008) a pak zastával v letech 2008–2010, vedle Josefa Sochy, post druhého paralelního generálního vikáře královéhradecké diecéze. Po jmenování královéhradeckého biskupa Dominika Duky arcibiskupem pražským se stal nejprve jeho osobním poradcem a pak od 1. července 2011 generálním sekretářem České biskupské konference.
Dne 14. srpna 2003 jej papež Jan Pavel II. jmenoval kaplanem Jeho svatosti. Od roku 2011 byl zvoleným děkanem Královské kolegiátní kapituly v Praze na Vyšehradě, kde byl od roku 2015 do roku 2016 také farářem při bazilice svatých Petra a Pavla.
Dne 30. dubna 2016 byl pražským arcibiskupem Dominikem Dukou vysvěcen na biskupa plzeňské diecéze. Spolusvětiteli se stali emeritní biskup plzeňský František Radkovský a biskup řezenský Rudolf Voderholzer. Jako vůbec první biskup tak byl vysvěcen přímo na území plzeňské diecéze. Úřadu se ujal jako druhý plzeňský biskup.
Během vybírání nového arcibiskupa pražského se údajně stal jedním ze tří adeptů. V lednu 2022 server Seznam Zprávy na základě zdrojů uvedl, že papež měl na podzim 2021 původní trojici kandidátů včetně Holuba odmítnout.

### Milosrdenství pro rozvedené
Od února 2023 byl v plzeňské diecézi zahájen proces tzv. rozlišování pro rozvedené, který se týká přijímání svátostí lidmi, žijícími po civilním rozvodu v novém svazku. Tyto věřící během něj budou doprovázet misionáři milosrdenství.
Diskuse o této myšlence začala v české biskupské konferenci v roce 2016 po vydání apoštolské exhortace papeže Františka Radost z lásky, která vyzývá k většímu pochopení pro rozvedené. Na společném postupu se však biskupové nedokázali shodnout. Tato exhortace nicméně zdůrazňuje zodpovědnost jednotlivého diecézního biskupa rozhodnout o pravidlech v dané diecézi. Tomáš Holub tedy pokračoval v přípravách v plzeňské diecézi. V ČR jde o první diecézi, která proces rozlišování pro rozvedené, jenž je může dovést opět až k přijímání svátostí, zavedla.
Stalo se tak za situace, kdy kněží v některých farnostech přijímání svátostí rozvedeným tajně umožňují. Podle Holuba to připomíná pohádku Pyšná princezna, v níž starý král přinese vdově uvězněné jeho podřízenými v žaláři pilník, aby mohla utéct, ačkoli může ve věci rozhodnout. „My nechceme dávat lidem pilníky, ale chceme, aby byly transparentně otevřeny dveře vězení, která věřícím křesťanům neprávem upírají svobodu Božích dětí,“ uvedl Holub.

### Soukromý život
Jeho bratrem je český filosof a matematik Štěpán Holub, který působí na Matematicko-fyzikální fakultě Univerzity Karlovy. Je vnukem poslance Národního shromáždění Karla Řičáře a bratrancem architekta Marka Řičáře.

## Galerie

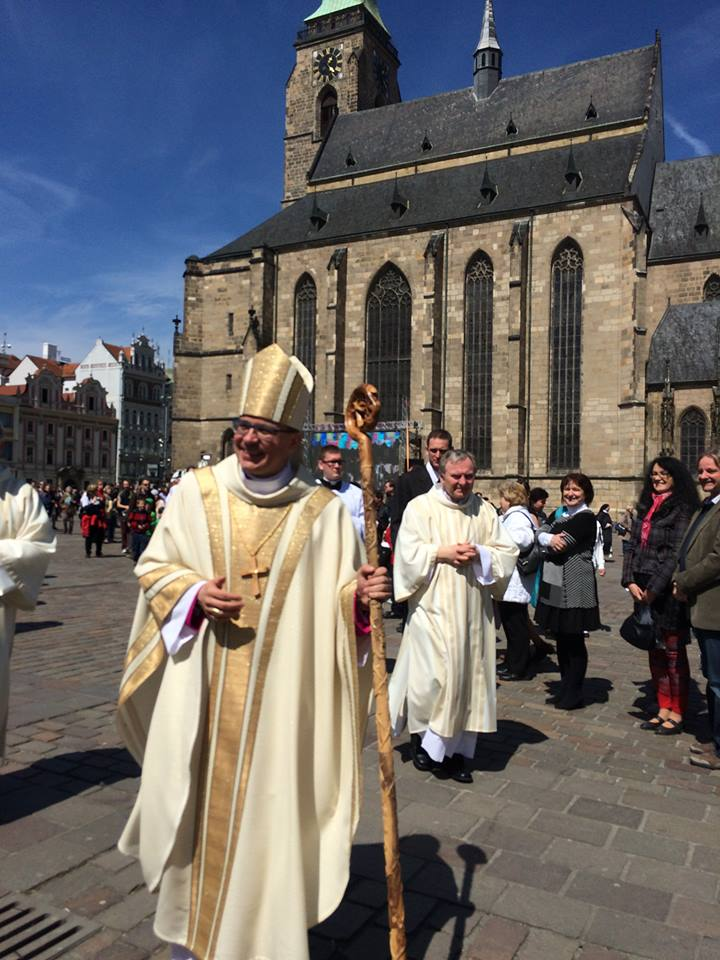
Tomáš Holub po svém vysvěcení na náměstí Republiky v Plzni, duben 2016
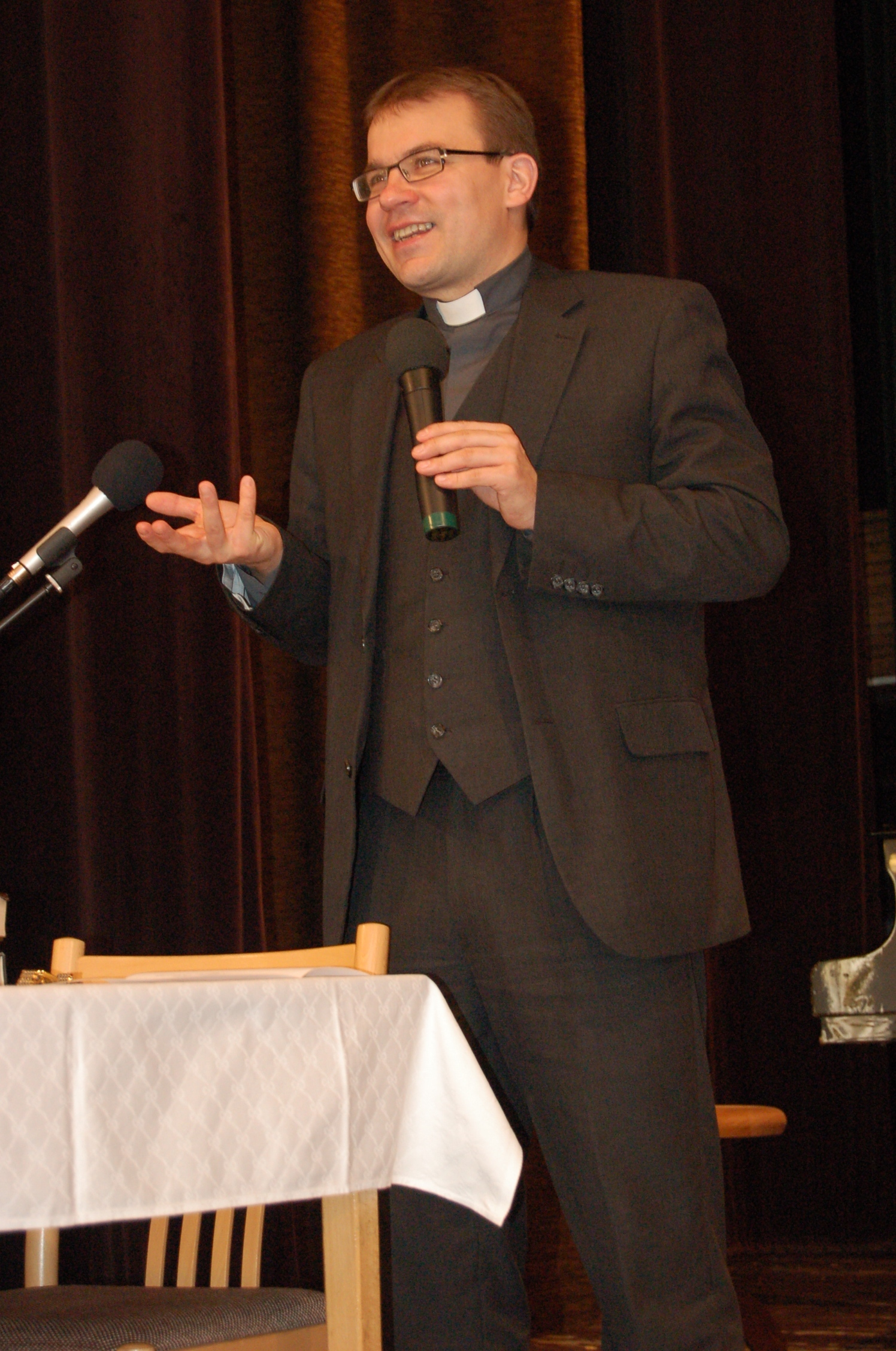
Tomáš Holub na Celostátním setkání animátorů seniorů konaném v Hradci Králové v roce 2009